# Assumpció Castellví i Auví
Assumpció Castellví i Auví és una política catalana de Junts per Catalunya, alcaldessa de Vandellòs i L'Hospitalet de l'Infant des de juny de 2023. Anteriorment, entre 2020 i 2023 fou senadora.

## Biografia
El 1995 es va llicencia en Filosofia i Ciències de l'Educació i va completar els seus estudis amb un postgrau en Intervenció i Gestió Educativa en inadaptació social en l'àmbit d'infància i joventut. Més endavant s'ha llicenciat en Psicopedagogia i Pedagogia. El 1992 va esdevenir responsable de l'empresa familiar. Ha treballat com a professora a l'escola Vedruna Sagrat Cor de Tarragona.
Ha sigut regidora de l'Ajuntament de Vandellòs i l’Hospitalet de l’Infant entre 2011 i 2015 i entre 2019 i 2023.
Entre 2020 i 2023 fou Senadora durant la catorzena legislatura espanyola, com a representant de Junts, substituint a Marta Pascal.
A les eleccions municipals de 2023, fou escollida alcaldessa de Vandellòs i l'Hospitalet de l'Infant.